# 福岡市立四箇田小学校
福岡市立四箇田小学校（ふくおかしりつ しかたしょうがっこう）は、福岡県福岡市早良区四箇田団地にある公立小学校。

## 校勢
2016年5月1日現在
- 学級数 - 単式学級14学級、特別支援学級2学級
- 児童数 - 408人（うち特別支援学級9人）

## 通学区域
早良区の以下の地区。
- 四箇田団地
- 四箇1丁目-6丁目（一部を除く）
- 重留7丁目（一部）
- 田村5丁目,6丁目,7丁目（いずれも一部）
- 西入部1丁目（一部）

早良区中西部の室見川右岸部の一帯。平地が多い。校区北部には四箇田団地がある。四箇田団地の周辺は住宅地となっているが、その南側の地域は住宅のほか田畑も多い。学校は四箇田団地内に立地しており、最寄のバス停留所は西鉄バス『四箇田公民館前』。
中学校は当校校区内の金武中学校の校区。

### 校区が隣接する小学校
- 福岡市立田村小学校
- 福岡市立入部小学校
- 福岡市立金武小学校

### 校区内の主な施設
- 福岡市立金武中学校
- せふり幼稚園
- しかた保育園
- 福岡市立早良体育館
- 福岡市早良南図書館
- ともてらす早良（福岡市早良南地域交流センター）

## 校歌
- 作詞：廣田豊秋
- 作曲：福間利典